# Thornton River (Virginia)
Der Thornton River ist ein 45 Kilometer langer linker Nebenfluss des Hazel Rivers im US-Bundesstaat Virginia.
Er entspringt am Thornton Gap im Shenandoah National Park und nimmt wenig später bei Sperryville den North Fork Thornton River auf. Er fließt Richtung Osten durch das Rappahannock County, nimmt den Rush River auf und mündet schließlich in den Hazel River.